# Pizhou
Pizhou is een stad en een arrondissement in de prefectuur Xuzhou in het noorden van de Chinese provincie Jiangsu. Bij de volkstelling van 2020 had de stad zelf 850.815 inwoners, het arrondissement had 1.462.563 inwoners.
In Pizhou ligt de langste Metasequoia glyptostroboides (Watercipres)-laan ter wereld. De laan is ongeveer 60 km lang en heeft meer dan een miljoen bomen.
De stad heette vroeger Pi County (邳县; 邳縣) en daarvoor Xiapi (下邳), dat ooit de hoofdstad was van de vazalstaat Pi tijdens de Zhou-dynastie (1046-256 v.Chr.). Tijdens de Han-dynastie (206 v.Chr.-220 n.Chr.) was Pi een beroemde stad. Ten tijde van de Drie Koninkrijken is de stad bekend om de strijd tussen Lü Bu en Cao Cao die er werd uitgevochten. Het is de locatie waar Lü Bu zich terugtrok toen hij door Cao Cao in Xiaopei werd belegerd. Hij verhuisde er eerst met zijn familie naartoe en vervolgens zelf, na advies van Chen Gong. Hier werd Lü Bu uiteindelijk verslagen in de Slag bij Xiapi.